# Skałosznica
Skałosznica (Petricolaria pholadiformis) – gatunek małża z rodziny Petricolidae. Jego muszla, zwana "skrzydłem anioła", jest bardzo podobna do muszli skałotocza (Pholas dactylus), wydłużona, owalna na brzegach, cienka, krucha, w charakterystyczne prążki. Osiąga do 6 cm długości. Gatunek występował początkowo wzdłuż atlantyckich wybrzeży Ameryki Północnej. W XIX wieku został zawleczony do Europy, gdzie się rozpowszechnił u wybrzeży kontynentu.